# Titokban, Délen
A Titokban, Délen, angol címén Secretly, Greatly (hangul: 은밀하게 위대하게, Unmilhage üdehage, RR: Eunmilhage Widaehage) 2013-ban bemutatott dél-koreai kémfilm, Kim Szuhjon (Kim Soo-hyun), Pak Kiung  (Park Ki-woong) és I Hjonu (Lee Hyun-woo) főszereplésével. A film három észak-koreai kém sorsát követi nyomon, akik álcázva élnek Szöulban, a parancsra várva a Párttól, amikor azonban a parancs, hogy legyenek öngyilkosok megérkezik, a három fiatal kém ellenszegül. A filmet Hun Covertness című webes képregénye alapján készítették.
A film számos rekordot megdöntött Dél-Koreában: a legjobb nyitónap, az egy nap alatt eladott legtöbb jegy, a legjobb nyitóhétvége, a legtöbb bevételt hozó képregény-adaptáció, valamint a leggyorsabban 1, 2, 3 és 4 millió nézőszámot elérő film rekordját.
A filmet Magyarországon a 8. koreai filmfesztivál keretében vetítette 2015 novemberében a Koreai Kulturális Központ és a debreceni művelődési ház.

## Cselekmény
|  | Alább a cselekmény részletei következnek! |

Észak-Koreában különleges elit kémegységet képeznek ki. Az 5446-os alakulat tagjai fiatal katonák, akiket brutális harcosokká képeznek. Az egyik legkiválóbbat közülük, Von Ljuhvant (원류환, Won Ryu-hwant) Dél-Koreába küldik azzal a feladattal, hogy épüljön be, vegyüljön el és várjon a parancsra. Ljuhvan (Ryu-hwan) Pang Donggu (방동구, Bang Dong-gu) néven éldegél egy lepusztult külvárosi kerületben, amolyan helyi bolondként, aki csetlik-botlik, mindenkire vigyorog és jó természeténél fogva szeretik az emberek. Maga is csak későn döbben rá, hogy a pártideológiával ellentétesen nagyon megszerette a déli embereket.
Két év telik el így, parancs nem érkezik a párttól, azonban egyszer csak felbukkan két új kém, a rockénekesnek álcázott Ri Herang (리해랑, Lee Hae-rang) és az átlagos középiskolás bőrébe bújó, igen fiatal Ri Hedzsin (리해진, Lee Hae-jin). Ljuhvan (Ryu-hwan) megneszeli, hogy valami gond lehet, hisz két évig semmi sem történt, majd újabb parancs nélkül még két társát küldik utána. Északon a hatalomváltás miatt úgy döntenek, az 5446-os alakulatot fel kell számolni, ezért minden tagjának kiadják parancsba, hogy legyen öngyilkos. A parancs elérkezik a három beépült kémhez is, csakhogy Ljuhvan (Ryu-hwan) és Herang (Hae-rang) ellenszegülnek. A hazájához mindig hű Ljuhvan (Ryu-hwan)nál elszakad a cérna, mert megtudja, a párt kivégeztette az édesanyját. Az elit alakulat kiképzője, Kim Thevon (Kim Tae-won) maga érkezik Dél-Koreába, hogy leszámoljon az ellenszegülő tanítványaival. Hedzsin (Hae-jin), akit leginkább agymosott a pártideológia, végül maga is szembeszáll a kiképzővel, amikor az Ljuhvan (Ryu-hwan)t akarja megölni, a fiúnak ugyanis Ljuhvan (Ryu-hwan) jelenti az eszményi katonát, az igazi példaképet, és bármit hajlandó érte megtenni.
|  | Itt a vége a cselekmény részletezésének! |

## Szereplők
- Kim Szuhjon (Kim Soo-hyun) mint Von Ljuhvan (원류환, Won Ryu-hwan) / Pang Donggu (방동구, Bang Dong-gu), értelmi fogyatékos, bolondos bolti kisegítőnek álcázott észak-koreai kém
- Pak Kiung (박기웅 , Park Ki-woong) mint Ri Herang (리해랑, Lee Hae-rang), rockénekesnek álcázott észak-koreai kém
- I Hjonu (Lee Hyun-woo) mint Ri Hedzsin (리해진, Lee Hae-jin), középiskolásnak álcázott észak-koreai kém
- Szon Hjondzsu (손현주, Son Hyeon-ju) mint Kim Thevon (김태원, Kim Tae-won), az 5446-os alakulat kiképzőtisztje
- Pak Hjeszuk ( 박혜숙, Park Hye-suk) mint Cson Szunim (전순임, Jeon Sun-im), a boltos néni, aki befogadja Ljuhvan (Ryu-hwan)t
- Kim Szonggjun (김성균, Kim Sung-gyun) mint Szo Szuhjok (서수혁, Seo Su-hyeok), Nemzeti Hírszerző Iroda ügynöke
- Ko Cshangszok (고창석, Ko Chang-seok) mint Szo Szanggu / Szo Jongguk ( 서상구/서영국, Seo Sang-gu / Seo Yeong-guk), filozófiaprofesszor, aki postásnak álcázza magát

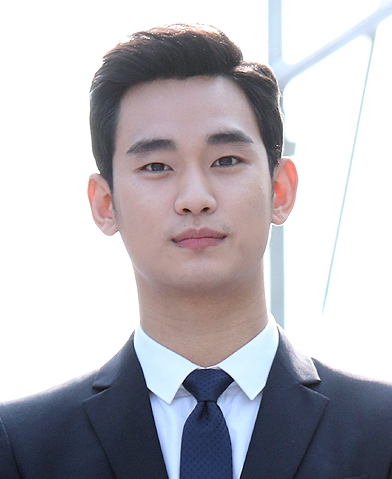
Kim Szuhjon (Kim Soo-hyun)
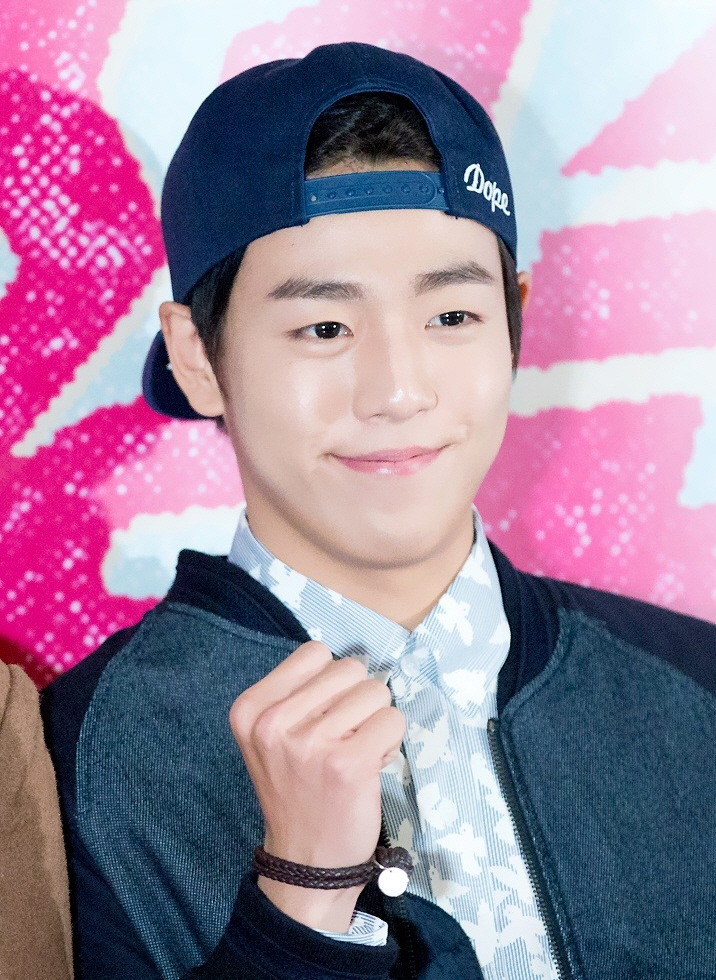
I Hjonu (Lee Hyun-woo)
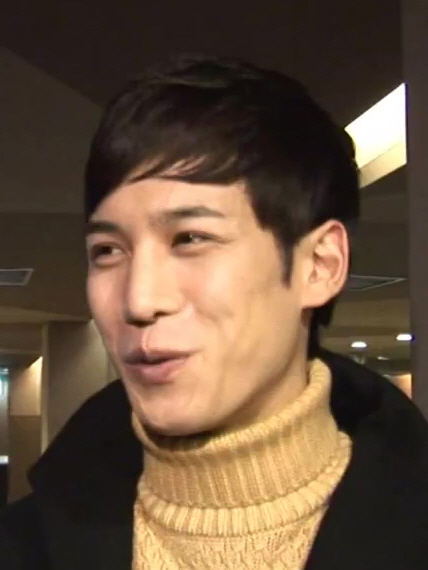
Pak Kiung (Park Ki-woong)
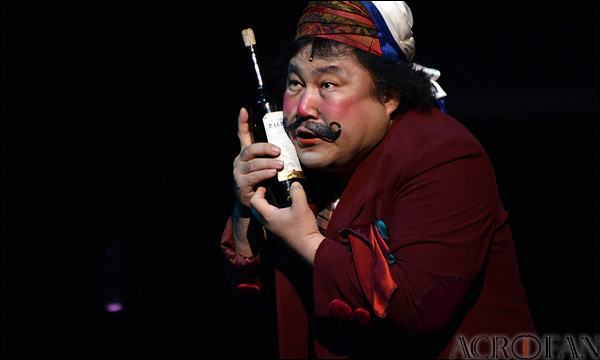
Ko Cshangszok (Ko Chang-seok)

## Fogadtatás
A Titokban, Délen az első vetítési napon rekordot döntött 498 282 eladott jeggyel. Az előző rekordot A gazdatest tartotta 2006 óta. A film alig 36 óra alatt érte el az egymilliós össznézőszámot, ezzel újabb rekordot állítva fel. A második napon 919 035 fő látta a filmet Dél-Koreában, ezzel az egy nap alatt legtöbb nézőt vonzó film lett. 72 órával a bemutató után a nézőszám átlépte a két milliót, ezzel ugyancsak gyorsasági rekordot döntött. Az ötödik napon érte el a hárommillió nézőt, minden idők leggyorsabbjaként. A film a legjobb nyitóhétvége rekordját is magának tudhatja, megelőzve a Transformers 3.-at, összesen 3 491 294 nézővel. A film minden idők legjövedelmezőbb képregény-adaptációja lett Koreában, megelőzve a 2010-es Moss-t. A nyolcadik napon, újabb gyorsasági rekordot döntve, a film elérte a 4 milliós nézőhatárt is, holtversenyben A gazdatesttel, a Transformers 3.-mal, a Tolvajokkal (aminek szintén Kim Szuhjon (Kim Soo-hyun) az egyik főszereplője) és a Vasember 3.-mal. 12 nap alatt érte el az ötmilliós nézőszámot. 19 nap alatt 2013 negyedik legjövedelmezőbb filmje lett.

## Fordítás
- Ez a szócikk részben vagy egészben  a   Secretly, Greatly című angol Wikipédia-szócikk fordításán alapul.  Az eredeti cikk szerkesztőit annak laptörténete sorolja fel. Ez a jelzés csupán a megfogalmazás eredetét és a szerzői jogokat jelzi, nem szolgál a cikkben szereplő információk forrásmegjelöléseként.